# Yingde
Yingde is een stad in de stadsprefectuur Qingyuan in de provincie Guangdong in China. Kantonese dialecten worden in Yingde gesproken. In 2020 had de stad 398.066 inwoners.
De gevangenis van Yingde (oppervlakte 23 km²) is in Yunling, en het werkkamp Yingde (Heropvoeding door werk) is in Makou.